# Rio dei Scudi

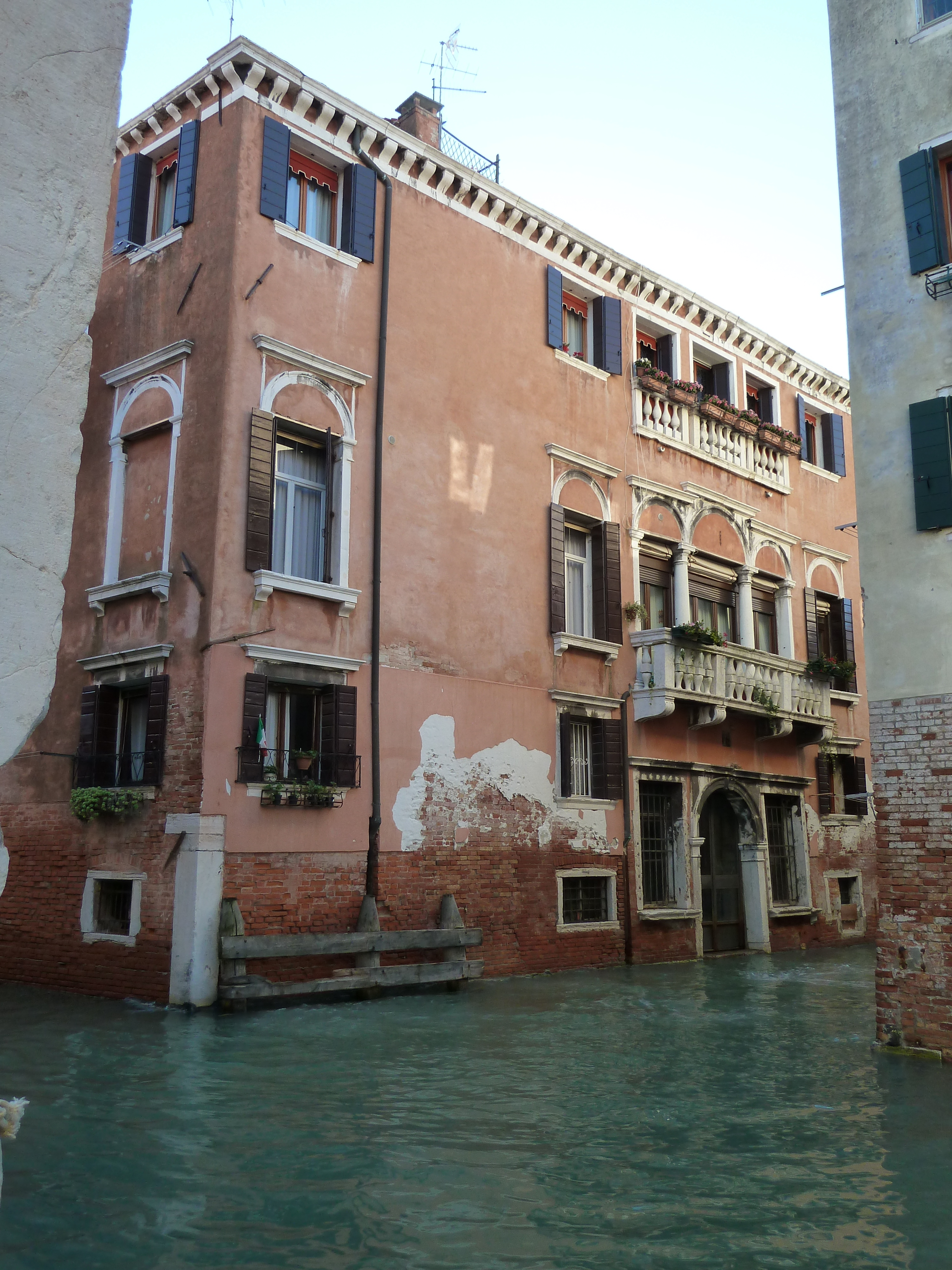
Le palais Celsi

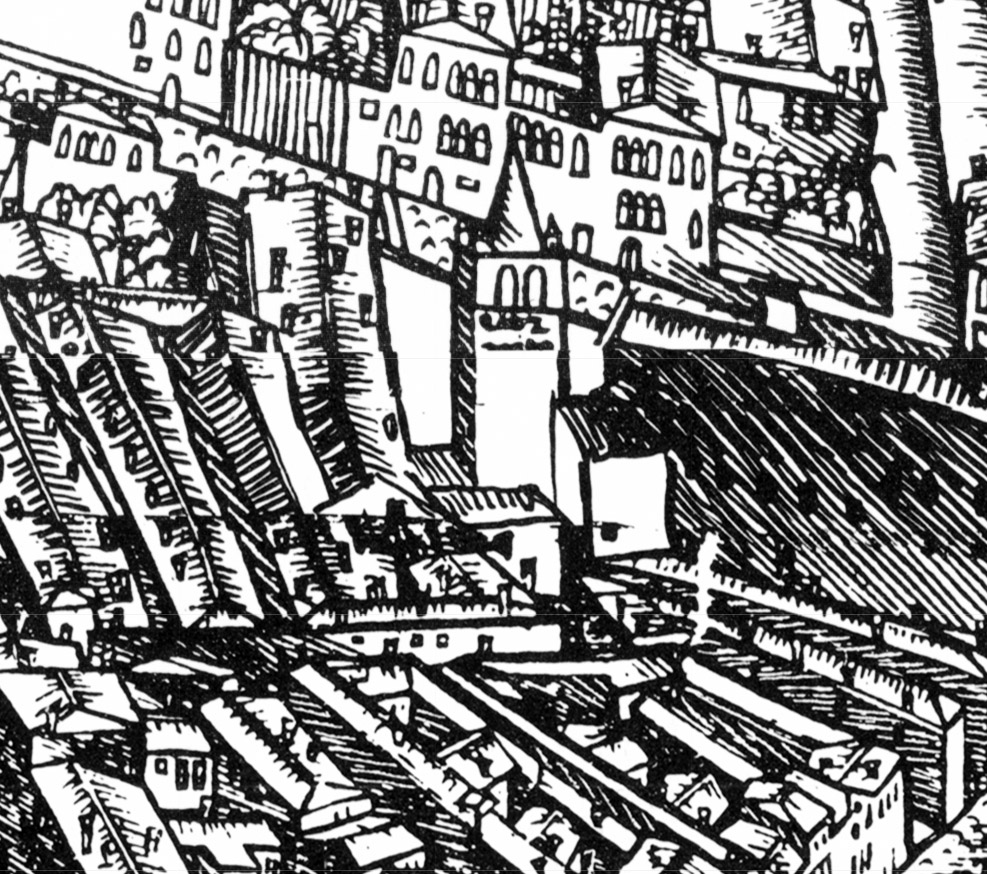
L'église San Ternità d'après de' Barbari

Le rio dei Scudi, aussi appelé rio de Santa Ternita (canal de la Sainte-Trinité) dans sa partie orientale, est un canal de Venise dans le sestiere de Castello. 

## Situation géographique
Le rio dei Scudi a une longueur d'environ 200 mètres. Il relie le rio de la Celestia vers le sud-ouest au rio dell'Arco. 
Il longe deux palais :
- le palais Celsi (à son croisement avec le rio de la Celestia);
- les jardins du palais Malipiero.

## Histoire

### Étymologie
Le nom di Scudi est un nom de famille présent dans ce quartier aux XVIe et XVIIe siècles. Le scudo fut aussi la monnaie ayant cours à Venise jusqu'au XIXe siècle.

### Église Santa Ternita
L'appellation Santa Ternita provient de l'ancienne église paroissiale de la Sainte Trinité.
En récompense pour des dons à la République pour sa guerre contre la république de Gênes, le doge Reniero Zeno donne aux chevaliers teutoniques un monastère avec l'église dédiée à la Trinité, ainsi que de nombreux biens associés. Le monastère prospère tellement pendant une cinquantaine d'années, qu'il faut y adjoindre une petite église dédiée à Marie (de l'Humilité) pour une plus grande commodité des pèlerins, auxquels les chevaliers doivent assistance. 
En septembre 1512, le prieuré de la Trinité étant resté vacant, il est accordé par Jules II au patricien Andrea Lippomano, qui est également investi en 1526 du prieuré de Sainte-Marie-Madeleine à Padoue. En 1595, le prieuré est vendu au Séminaire, créé en 1579 sous la direction des somasques et transféré en 1599 depuis l'abbaye de Saint-Corneille et Cipriano de Murano où il est depuis sept ans. Redéménagé en 1630 à Murano, à la Trinité demeure le Collège des Somasques, jusqu'à ce qu'à la suite du décret de 1681, il repasse à proximité de Santa Maria della Salute, et que l'église de la Trinité soit démolie, pour élargir le siège du Collège. À sa place est construit un oratorio pour mémoire. Le campanile reste debout jusqu'en 1880.

## Ponts
Ce rio est traversé par deux ponts :

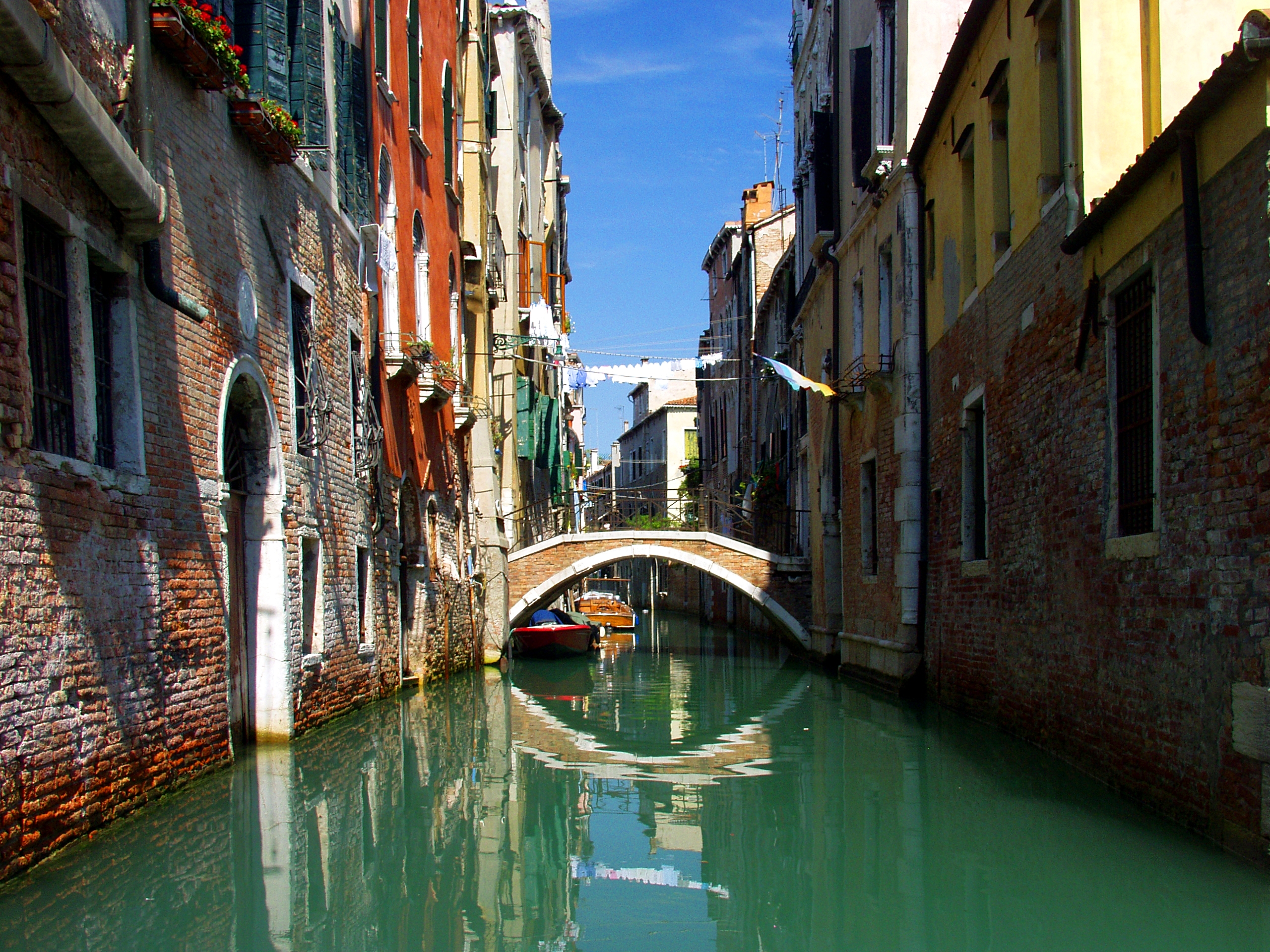
Ponte dei Scudi par lequel passe la Calle Va al Ponte dei Scudi[1].
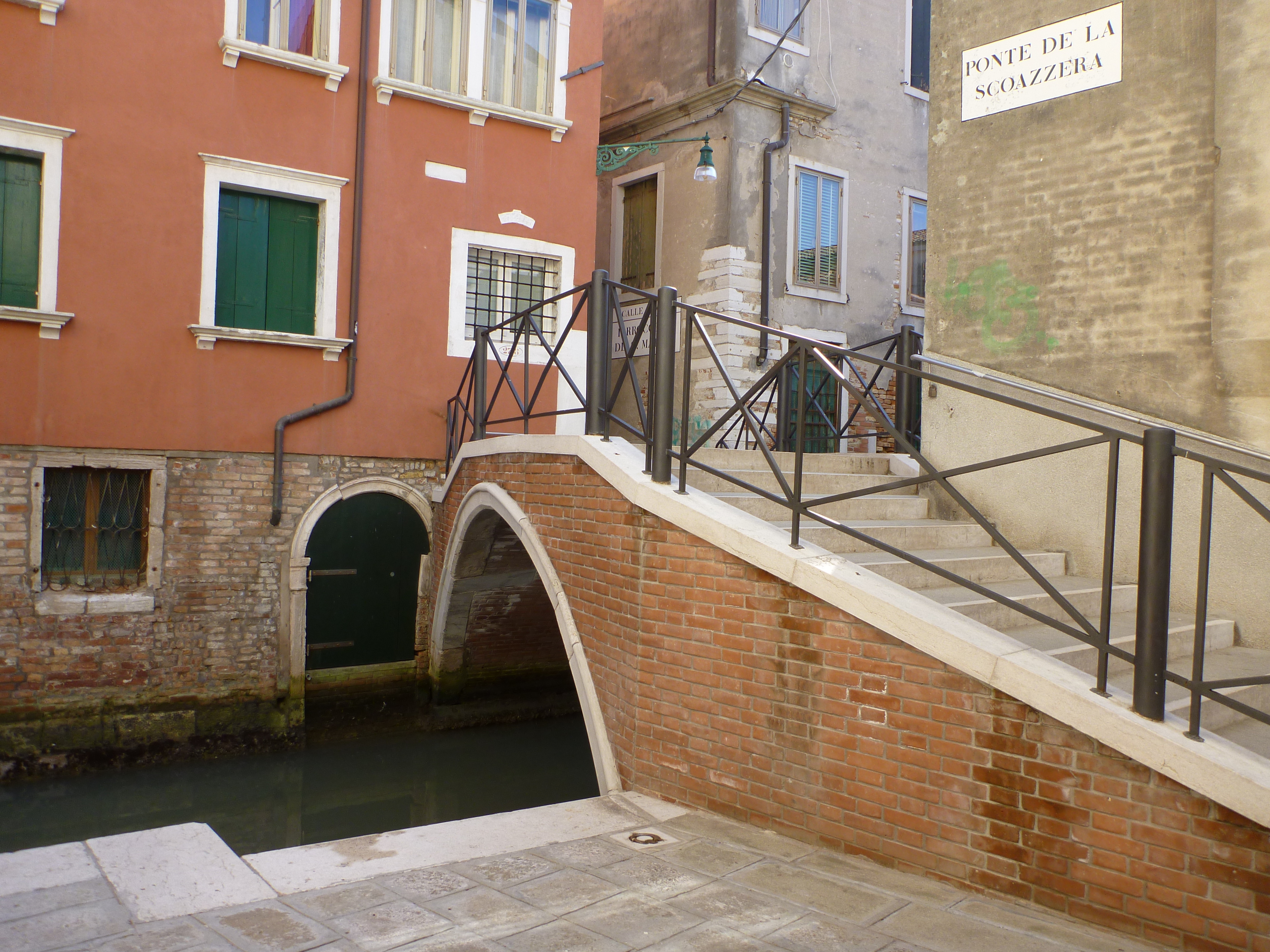
Ponte de la Scoazera[note 1] reliant Campo Santa Ternita et Calle Donà